# 长果红淡比
长果红淡比（学名：Cleyera longicarpa）为山茶科红淡比属下的一个种。

## 扩展阅读
- 維基物種上的相關：长果红淡比